# Johann Hack
Johann Hans Josef Hack, genannt Hans Hack (* 19. Dezember 1898 in Ripsdorf; † 1978 in Kleve) war ein deutscher Politiker (KPD/NSDAP/FDP) und Bürgermeister zur Zeit des Nationalsozialismus sowie während des Zweiten Weltkrieges im deutsch besetzten Polen als Kreishauptmann tätig.

## Leben
Hack besuchte ein katholisches Gymnasium und nahm von 1914 bis 1918 am Ersten Weltkrieg als Soldat teil. Ab 1919 absolvierte er ein Praktikum bei der Verwaltung in Mülheim an der Ruhr und stand in dieser Stadt von 1918 bis 1921 einer antispartakistischen Einwohnerwehr vor. Hack trat 1919 in den Polizeidienst ein und war in Bochum und Hagen bei der Schutzpolizei tätig. 1923 schied Hack, der zuvor in Recklinghausen einen Lehrgang zum Kommissar absolviert hatte, aus dem Polizeidienst aus. Hintergrund war angeblich die Weitergabe polizeilicher Interna an die KPD. Danach betätigte sich Hack beim Deutschen Beamtenbund (DBB), wo er 1921 Sekretär in Westfalen und im Rheinland sowie bereits ein Jahr später Sekretär für Propaganda und Organisation beim DBB in der Berliner Zentrale wurde. Während dieser Zeit besuchte Hack Volkswirtschaftsseminare an der Universität Berlin. Danach war Hack als Arbeiter im Saargebiet beschäftigt und engagierte sich für die Wiedereingliederung dieses Gebiets ins Deutsche Reich.
Hack trat der KPD 1923 bei und amtierte für diese Partei ab 1924 als Stadtrat und Fraktionsvorsitzender in Barmen. Zudem wurde Hack Mitglied des Provinziallandtages der Rheinprovinz und engagierte sich als Generalsekretär der Internationalen Arbeiterhilfe in Düsseldorf. Zusätzlich betätigte er sich journalistisch. Hack, der bereits 1927 die KPD verlassen hatte, brach nach einer Reise in die Sowjetunion im Sommer 1928 endgültig mit dem Kommunismus. Von 1930 bis 1931 gehörte er dem Reichsbanner Schwarz-Rot-Gold an, wurde aber aufgrund seiner vorherigen KPD-Mitgliedschaft nicht in die SPD aufgenommen. Beruflich betätigte er sich schließlich im Silberhandel. Danach schloss er sich zum 1. Mai 1932 der NSDAP (Mitgliedsnummer 1.078.307) und im selben Jahr der SA an. Bereits ein Jahr zuvor hatte er auf Honorarbasis unter anderem für den Völkischen Beobachter gearbeitet. Bei der NSDAP machte Hack schnell Karriere trotz seiner kommunistischen Vergangenheit, die auch seinen neuen Parteigenossen bekannt war. Beim Stadtrat von Augsburg wurde Hack 1933 Geschäftsführer der Fraktion der NSDAP und zusätzlich bekleidete er die Funktion des Adjutanten des SA-Führers Hermann Ritter von Schöpf. Ab 1933 amtierte er zudem als Bürgermeister von Friedberg und wurde dort ein Jahr später in Personalunion stellvertretender Kreisleiter. Hack gewann 1934 einen Wettbewerb als bester Rundfunksprecher beim Reichssender München. 1935 wurde Hack aufgrund nicht näher bekannter parteiinterner Differenzen seiner Ämter enthoben. Der Entlassung war ein Verfahren vor dem Obersten Parteigericht der NSDAP vorangegangen, in dem zwischen dem Kreisleiter von Friedberg und Hack als dessen Stellvertreter vermittelt wurde. Hack wurde gerügt, erhielt jedoch Ruhestandsbezüge. Mitte 1936 war Hack kurzzeitig wegen des Verdachts auf Brandstiftung inhaftiert, wurde jedoch wieder aus dem Gefängnis entlassen, da sich der Verdacht nicht erhärtete. Anschließend verdingte er sich als Vertreter.
Nach Ausbruch des Zweiten Weltkrieges meldete sich Hack Ende Dezember für einen Landratsposten im Wartheland. Seine Bewerbung wurde abgelehnt, jedoch eine Beschäftigung im Generalgouvernement in Aussicht gestellt. Hack wurde dort zunächst Leiter der Personalabteilung im Amt des Distrikts Radom unter Gouverneur Karl Lasch. Im April 1940 wechselte er auf den Posten des stellvertretenden Kreishauptmanns unter Eduard Jedamzik nach Kielce. In der Stadt Kielce wurde am 31. März 1941 für die ca. 25.000 Juden des Kreises und weitere 1.004 Juden, die im Februar 1941 aus Wien deportiert wurden, das Ghetto Kielce eingerichtet. Nach dem Angriff auf die Sowjetunion stieg Hack im August 1941 zum Kreishauptmann von Horodenka im eroberten Distrikt Galizien auf. Anfang April 1942 wurde die Kreisverwaltung in Horodenka aufgehoben, er wurde von seiner Tätigkeit im Generalgouvernement entbunden und zur Wehrmacht einberufen. Dort fungierte er als Reichsredner bei der Truppenbetreuung in Nord- und Westeuropa.
Am 5. Juni 1945 wurde Hack beim Übertritt nach Österreich durch Angehörige der US-Armee verhaftet und blieb bis Dezember 1948 in Kriegsgefangenschaft. Anschließend dolmetschte er bis 1950 für den Stab der Britischen Armee in Düsseldorf. Hack war unter anderem als Sprachlehrer, Vertreter, Eiscafebetreiber und beim Bundesluftschutz tätig und hielt auch Vorträge. Hack wurde Mitglied der FDP und engagierte sich später bei der SPD.
Gegen Hack wurde in den 1960er Jahren ein Ermittlungsverfahren geführt, das am 26. März 1969 durch die Staatsanwaltschaft Darmstadt eingestellt wurde. In diesem Zusammenhang wurde Hack am 12. April 1965 zu seinen Tätigkeiten als Kreishauptmann vernommen.